# 石部修平
石部 修平( いしべ しゅうへい、1939年10月13日- )は、日本の経営者。荒川化学工業元代表取締役社長である。

## 経歴
1939年の生まれ。岡山県の出身である。1958年3月に岡山県立倉敷青陵高等学校を卒業。1962年3月に山口大学文理学部を卒業し、荒川化学工業に入社。同社商品開発部長・生産部長・常務取締役を経て、1992年に同社の2代目代表取締役社長に就任した。2002年に同社会長・相談役となる。
2003年に「近畿おかやま会」会長に就く。

## 人物
- 「一期一会」という言葉が好きである。人との出会いは一度しかないと言い、出会いを大切にしている。福島等の震災に関して、郷土である岡山に来ている避難してきた人々に対して、出会いを大切にして優しく迎えてあげてほしいと述べている。
- ゼミの先生と当時の荒川化学工業の荒川社長が、京都大学の同級生だった事から工場見学をし、同社に就職することを決めたという[5][6]。

## 業績
- 1993年2月、精密電子部品洗浄システム「PAC SYSTEM」が日経新聞優秀製品最優秀賞を受賞。
- 2001年、6階建鉄筋コンクリートの新研究所を建設[7]。